# Bulworth
Bulworth este un film de comedie romantică scris și regizat de Warren Beatty. În rolurile principale au interpretat actorii  Halle Berry și Warren Beatty.
A fost produs de studiourile 20th Century Fox și a avut premiera la 15 mai 1998, fiind distribuit de 20th Century Fox. Coloana sonoră a fost compusă de Ennio Morricone. 

## Rezumat
Senatorul Jay Billington Bulworth, asumându-și sfârșitul carierei, încheie un contract pentru o sumă uriașă de bani. Are o mare dorință de a dezvălui societății toate „secretele murdare” ale vieții politice. Și dintr-o dată devine foarte popular. În același timp, Jay Bulworth întâlnește o fată frumoasă, o activistă într-un orășel. În inima lui Jay Bulworth se nasc sentimente de dragoste, iar senatorul își recapătă „gustul pentru viață”. Dar, în același timp, apare o amenințare la adresa vieții - un criminal care vânează un politician.

## Distribuție
- Warren Beatty - Senator Jay Billington Bulworth
- Halle Berry - Nina
- Oliver Platt - Dennis Murphy
- Don Cheadle - L.D.
- Paul Sorvino - Graham Crockett
- Jack Warden - Eddie Davers
- Isaiah Washington - Darnell
- Christine Baranski - Constance Bulworth
- Amiri Baraka - Rastaman
- Joshua Malina - Bill Feldman
- Sean Astin - Gary
- Barry Shabaka Henley - the bartender
- Helen Martin - Momma Doll
- Michael Clarke Duncan - bouncer